# Teratoglaea pacifica
Teratoglaea pacifica là một loài bướm đêm trong họ Noctuidae.